# Isopreno

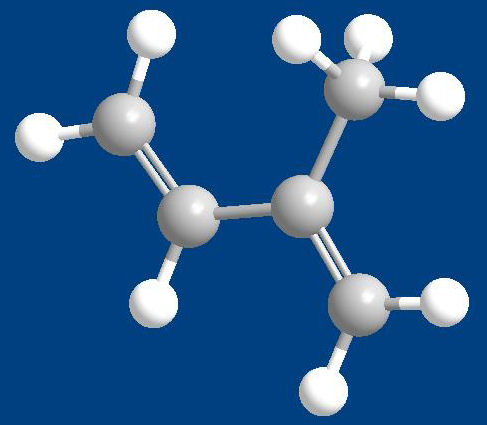
Estrutura molecular do isopreno, a molécula base nos óleos essenciais.

O isopreno é um composto orgânico tóxico que é utilizado como monômero para a fabricação do poli-isopreno, a borracha, através de uma reação de polimerização e também é usado como catalisador para a obtenção de outros compostos químicos.
São sinônimos de isopreno: beta-metildivinil; 2-metil 1,3-butadieno. Sua fórmula química é C5H8.
Nas CNTP, o composto é líquido, sem coloração, possui odor suave, é inflamável, é menos denso que a água e produz vapor irritante.
O isopreno, de nome científico 2-metil-1,3-butadieno, consiste num hidrocarboneto alifático, incolor, volátil, com 5 átomos de carbono e duas ligações duplas conjugadas com a fórmula CH2 = CH-C(CH3) = CH2.
O isopreno é a unidade estrutural de grande variedade de substâncias naturais (terpenos), como por exemplo a borracha natural, óleos essenciais, carotenoides e esteroides.
Por polimerização do isopreno obtêm-se alguns tipos de borracha sintética. É possível a obtenção direta do isopreno a partir do etileno e do propileno provenientes dos gases de cracking.
O isopreno nunca foi isolado como produto natural. Sabe-se atualmente que o verdadeiro precursor dos terpenos é o ácido mevalónico, isolado em 1956.
A regra do isopreno estabelece que todos os terpenos podem dividir-se formalmente em unidades de isopreno. As raras exceções a esta regra correspondem a compostos que se formam por perda ou por transposição de algum átomo de carbono.